# Júlia Pestana
Júlia de Brito Pestana obteve o seu brevete de piloto particular, no Aero Clube de Moçamedes, Angola, em 1939. Mais tarde, tornou-se instrutora de pilotagem, tendo averbadas cerca de um milhar de horas de voo. De acordo com os relatos, Júlia Pestana sempre que podia pilotava descalça.